# Callemo monotonos
Callemo monotonos är en fjärilsart som beskrevs av Frederick H. Rindge 1986. Callemo monotonos ingår i släktet Callemo och familjen mätare. Inga underarter finns listade i Catalogue of Life.